# Ménétréols-sous-Vatan
Ménétréols-sous-Vatan é uma comuna francesa na região administrativa do Centro, no departamento Indre. Estende-se por uma área de 29,8 km². Em 2010 a comuna tinha 119 habitantes (densidade: 4 hab./km²).